# Paulo Feijó
Nota: Para o deputado gaúcho, ver Paulo Afonso Girardi Feijó

Paulo Fernando Torres Feijó (Santa Maria Madalena, 23 de março de 1956) é um engenheiro mecânico e político brasileiro filiado ao Partido Liberal (PL).

## Carreira política
Se elegeu deputado pela primeira vez na 52ª Legislatura, como suplente, tendo tomado posse no mandato entre 6 de março de 1995 e 17 de fevereiro de 1997. Em 1998 foi eleito Deputado Federal com 72.215, sendo reeleito em 2002 com 110.935. Na época era filiado ao PSDB Foi envolvido no Escândalo dos Sanguessugas, em 2006.
Se elegeu novamente na 54ª Legislatura, já filiado ao Partido da República, e se reelegeu na 55ª.
Como deputado federal, votou a favor da admissibilidade do processo de impeachment de Dilma Rousseff. Já durante o Governo Michel Temer, votou a favor da PEC do Teto dos Gastos Públicos. Em abril de 2017 foi favorável à Reforma Trabalhista.
Em maio de 2017, foi condenado pelo Supremo Tribunal Federal a doze anos de prisão por corrupção, em processo vinculado os Escândalo dos Sanguessugas ocorrido onze anos antes.
Em agosto de 2017 votou contra o processo em que se pedia abertura de investigação do presidente Michel Temer, ajudando a arquivar a denúncia do Ministério Público Federal.